# Mona Lisa
Mona Lisa ist ein weltberühmtes Ölgemälde von Leonardo da Vinci aus der Hochphase der italienischen Renaissance Anfang des 16. Jahrhunderts. Das auf Italienisch als La Gioconda (‚die Heitere‘) – davon abgeleitet ihr französischer Name La Joconde – bekannte Bild wurde vermutlich nach der Florentinerin Lisa del Giocondo benannt. Der unter anderem im deutschsprachigen Raum gebräuchliche Titel Mona Lisa beruht auf einem Rechtschreibfehler, denn Mona leitet sich von der italienischen Kurzform Monna (für Madonna ‚Frau‘) ab, und ist demnach also kein Vorname, sondern der Titel, mit dem Lisa als Ehefrau (madonna) von Francesco del Giocondo angeredet wurde.
Das Originalgemälde ist seit dem Ende des 18. Jahrhunderts im zentralen Pariser Kunstmuseum Musée du Louvre ausgestellt und gilt auch dadurch, dass es von 1911 vom Kunstdieb Vincenzo Peruggia gestohlen wurde, als eines seiner bekanntesten Exponate. Es ist auf der Fläche von 77 cm × 53 cm (ca. 0,4 m²) auf dünnes Pappelholz gemalt und entstand wahrscheinlich in den Jahren 1503 bis 1506. Andere Forschungen kommen zu einem Entstehungszeitraum zwischen 1502 und 1503. Bei Leonardos Tod, im Jahr 1519, befand sich das Bild in seinem Besitz, wurde also niemals dem Auftraggeber abgeliefert.

## Beschreibung

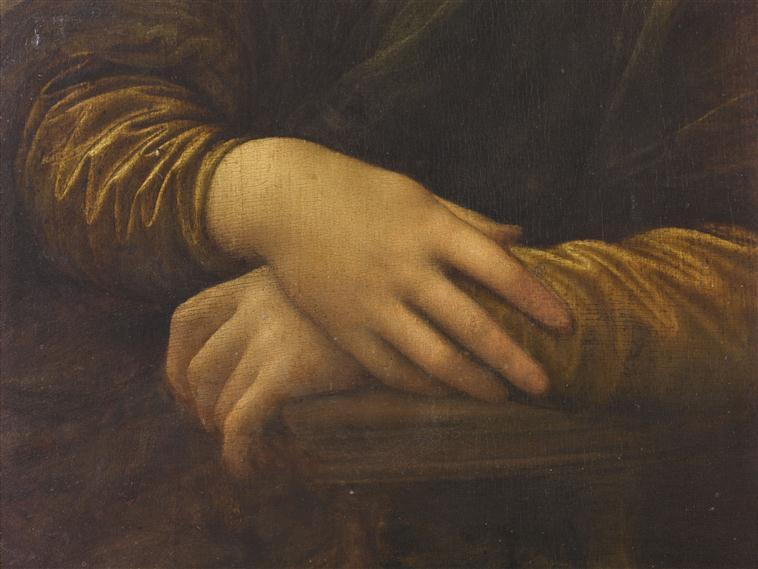
Details von Lisas Händen, ihre rechte Hand ruht auf ihrer Linken. Leonardo wählte diese Geste anstelle eines Eherings, um die porträtierte Frau als tugendhafte und treue Ehefrau darzustellen

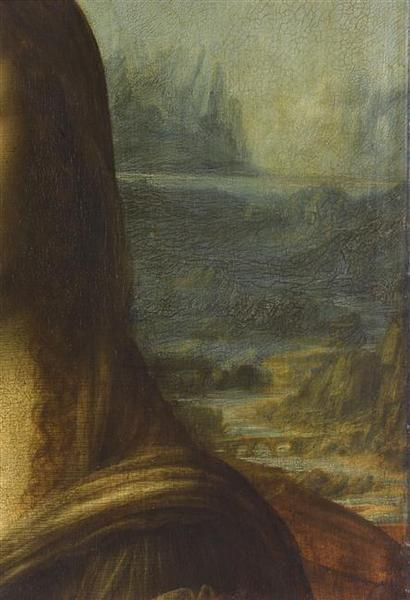
Details im Hintergrund (rechte Bildseite)

„Die junge Frau [siehe Kommentar] auf dem Bild sitzt in einem Stuhl auf einem Balkon vor einer fremdartigen Landschaft. Die Armlehne des Stuhls ist ebenso wie ihr Torso parallel zur Bildebene positioniert. Das Gesicht ist dem Betrachter zugewandt, die nach links gerichteten Augen blicken ihn scheinbar an [sehr ungewöhnlich für die damalige Darstellungsweise]. Sie hat volle Wangen, eine breite Stirn und keine (!) Augenbrauen. Der linke Mundwinkel des geschlossenen Mundes deutet ein Lächeln an. Die linke Hand umgreift die linke Armlehne und die schlanken Finger der Rechten ruhen anmutig auf der Linken. Auf ihrem Haar liegt ein feiner, durchsichtiger Schleier, ihr Kleid fällt in schlichten Falten, den Mantel hat sie sich über die linke Schulter gelegt.“

Mona Lisa hat eine starke Ähnlichkeit mit vielen Renaissance-Darstellungen der Jungfrau Maria, die damals als Ideal der Weiblichkeit angesehen wurde. Die Frau sitzt betont aufrecht in einem pozzetto-Sessel mit verschränkten Armen. Ihr Blick ist auf den Betrachter fixiert. Die Frau erscheint in einem ungewöhnlichen Ausmaß lebendig, was Leonardo durch seine Methode des Nichtzeichnens von Umrissen (sfumato) erreichte. Die weiche Überblendung erzeugt eine mehrdeutige Stimmung „hauptsächlich in zwei Merkmalen: den Mundwinkeln und den Augenwinkeln“.
Die Dargestellte ähnelt im Dreiviertelprofil Werken von Lorenzo di Credi und Agnolo di Domenico del Mazziere aus dem späten 15. Jahrhundert. Frank Zöllner merkt an, dass die Haltung von Mona Lisa auf  flämische Vorbilder zurückgeführt werden kann und dass „insbesondere die vertikalen Säulenscheiben auf beiden Seiten der Tafel Präzedenzfälle in der flämischen Porträtmalerei hatten.“ Joanna Woods-Marsden vergleicht die Verwendung der Loggia mit anderen Werken aus jener Zeit: Hans Memlings Porträt von Benedetto Portinari (1487) oder italienische Nachahmungen wie Sebastiano Mainardis Porträts. Die Verwendung von Loggien haben laut Woods-Marsden den Effekt, zwischen den Dargestellten und der fernen Landschaft zu vermitteln; ein Merkmal, das in Leonardos im Bildnis der Ginevra de’ Benci fehlt.
Mona Lisa ist eines der ersten Porträts, das die Dargestellte vor einer imaginären Landschaft zeigt, und Leonardo war einer der ersten Maler, der die Luftperspektive verwendete. Die rätselhaft Anmutende sitzt in einer scheinbar offenen Loggia mit dunklen Säulenbasen auf beiden Seiten. Hinter ihr weicht eine weite Landschaft zu eisigen Bergen ab. Gewundene Pfade und eine entfernte Brücke geben nur die geringsten Hinweise auf menschliche Anwesenheit. Leonardo hat sich entschieden, die Horizontlinie nicht wie bei Ginevra de' Benci am Hals zu platzieren, sondern auf Augenhöhe, wodurch die Figur mit der Landschaft verbunden und der geheimnisvolle Charakter betont wird. Mona Lisa hat keine deutlich sichtbaren Augenbrauen oder Wimpern, obwohl Giorgio Vasari zu seiner Lebzeit die Augenbrauen der Mona Lisa detailliert beschrieb. 2007 gab der französische Ingenieur Pascal Cotte bekannt, dass seine ultrahochauflösenden Scans des Gemäldes Beweise dafür liefern, dass Mona Lisa ursprünglich mit Wimpern und Augenbrauen gemalt wurde, aber dass diese im Laufe der Zeit verschwanden. Cotte entdeckte, dass das Gemälde mehrmals überarbeitet worden war, wobei Änderungen an der Größe des Gesichts und der Richtung ihres Blicks vorgenommen wurden. Er fand auch heraus, dass Mona Lisa mit zahlreichen Haarnadeln und einem mit Perlen geschmückten Kopfschmuck dargestellt war, der später ausgewaschen und übermalt wurde.
Über das Modell und die Landschaft des Gemäldes wurde viel spekuliert. Einige Kunsthistoriker in der östlichen Kunst, wie Yukio Yashiro, argumentieren, dass die Landschaft im Hintergrund des Bildes von chinesischer Malerei beeinflusst wurde, aber diese These wurde mangels eindeutiger Beweise bestritten. Von Silvano Vinceti wurde die Brücke im Hintergrund als die in Laterina, Arezzo liegende etruskisch-römische Romito-Brücke, von der (Stand 2023) nur noch Reste als Ruine erhalten sind, identifiziert. Forschungen im Jahr 2008 durch einen Professor für Geomorphologie an der Universität Urbino und einen Künstlerfotografen ergaben Ähnlichkeiten der Landschaften von Mona Lisa mit einigen Gegenden in der historischen Landschaft Montefeltro. 2024 identifizierte die Geologin und Kunsthistorikerin Ann Pizzorusso die Landschaft von Lecco als Hintergrund.
Untersuchungen von Margaret Livingstone von der Harvard University aus dem Jahr 2003 ergaben, dass das Lächeln der Mona Lisa verschwindet, wenn das Bild fokussiert wird (foveales sehen): Aufgrund der Art und Weise, wie das menschliche Auge visuelle Informationen verarbeitet, ist es in der Sichtfeldmitte weniger geeignet, Schatten direkt wahrzunehmen; durch peripheres Sehen können Schatten jedoch gut wahrgenommen werden.

## Identifizierung des Modells
Einige Forscher nehmen zwar an, dass Leonardo keine reale, sondern eine ideale Person gemalt habe, die Mehrheit vertritt jedoch andere Theorien:

### Lisa-del-Giocondo-Theorie
Die traditionelle Identifizierung des unsignierten und nicht datierten Porträts als das der Lisa del Giocondo geht auf Giorgio Vasari zurück, den ersten Biografen der neuzeitlichen Kunstgeschichte aus dem 16. Jahrhundert. Er hielt fest, dass Leonardo nach seiner Rückkehr nach Florenz, also in den Jahren zwischen 1500 und 1506, ein Porträt der Lisa del Giocondo, der dritten Gemahlin des Florentiner Kaufmanns und Seidenhändlers Francesco di Bartolomeo di Zanobi del Giocondo, gemalt habe. Ferner behauptet er, dass Leonardo das Porträt vier Jahre später immer noch nicht vollendet und das noch unfertige Bild auch nicht an seinen Auftraggeber Francesco del Giocondo übergeben, sondern für sich behalten habe. Lisa del Giocondo wurde 1479 als Tochter von Antonio Maria di Noldo Gherardini geboren und heiratete Francesco am 5. März 1495. Das Gemälde wäre nach dieser Theorie im Frühjahr 1503 von Francesco del Giocondo anlässlich des Kaufs eines neuen Hauses und der komplikationslosen Geburt eines Kindes in Auftrag gegeben worden.

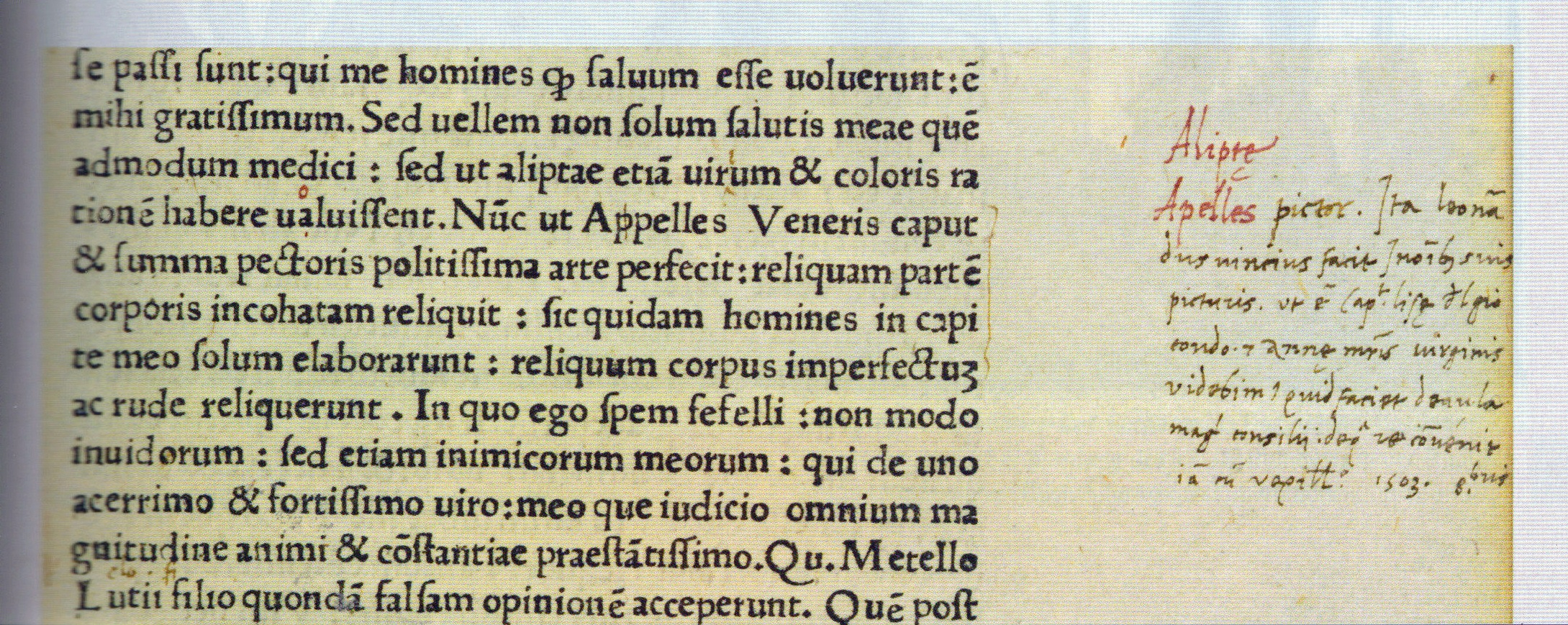
Randbemerkung in der Heidelberger Inkunabel, die 2008 Aufsehen erregte

Gestützt wird der Bezug zu Lisa del Giocondo durch eine Entdeckung, die man 2008 machte: Bei der Katalogisierung eines Frühdrucks der Universitätsbibliothek Heidelberg (Signatur D 7620 qt. INC) wurde von Armin Schlechter der handschriftliche Eintrag des florentinischen Kanzleibeamten Agostino Vespucci vom Oktober 1503 gefunden, der unter anderem davon berichtet, dass Leonardo ein Porträt der Lisa del Giocondo angefertigt habe.
Allerdings haben einige Historiker auch nach dem Fund dieses Eintrags die Identifizierung der Mona Lisa als Lisa del Giocondo in Frage gestellt und nach anderen Fährten gesucht. Diese Skepsis erklärt sich aus der Tatsache, dass die Randnotiz des Agostino Vespucci nicht belegt, dass wirklich die Rede von dem als „Mona Lisa“ bekannten Gemälde ist; sie könnte sich auf andere Gemälde beziehen, sogar auf solche, die der Wissenschaft nicht bekannt sind oder einem anderen Maler zugeschrieben wurden.
Nach Ansicht von Pascal Cotte, der das Gemälde einer technischen Analyse unterzog, zeigt das Porträt gar nicht Lisa del Giocondo, denn die ursprünglich 1503 begonnene Lisa wurde nicht vollendet und später von Leonardo übermalt, um eine andere Florentinerin im Auftrag von Giuliano de’ Medici darzustellen, die auf dem Bild im Louvre zu sehen ist.

### Isabella-d’Este-Theorie
Im aktuellen Werkverzeichnis Leonardo da Vinci wird lediglich Isabella d’Este als plausible Alternative dokumentiert.
Isabella d’Este (1474–1539) war Markgräfin von Mantua und die berühmteste Kunstmäzenin ihrer Zeit. Leonardo da Vinci war der Hofmaler ihrer Schwester Beatrice d’Este im Herzogtum Mailand. 1499 floh Leonardo nach der Vertreibung der Sforza (seiner Arbeitgeber) an den Hof von Isabella d’Este. Die Stelle des dortigen Hofmalers war allerdings durch Andrea Mantegna besetzt. In einem Zeitraum von drei Monaten fertigte Leonardo mehrere Porträtzeichnungen von Isabella an (durch Briefe dokumentiert). Eine dieser Zeichnungen, eine Profilzeichnung, ist im Louvre erhalten und zeigt optische Übereinstimmungen.

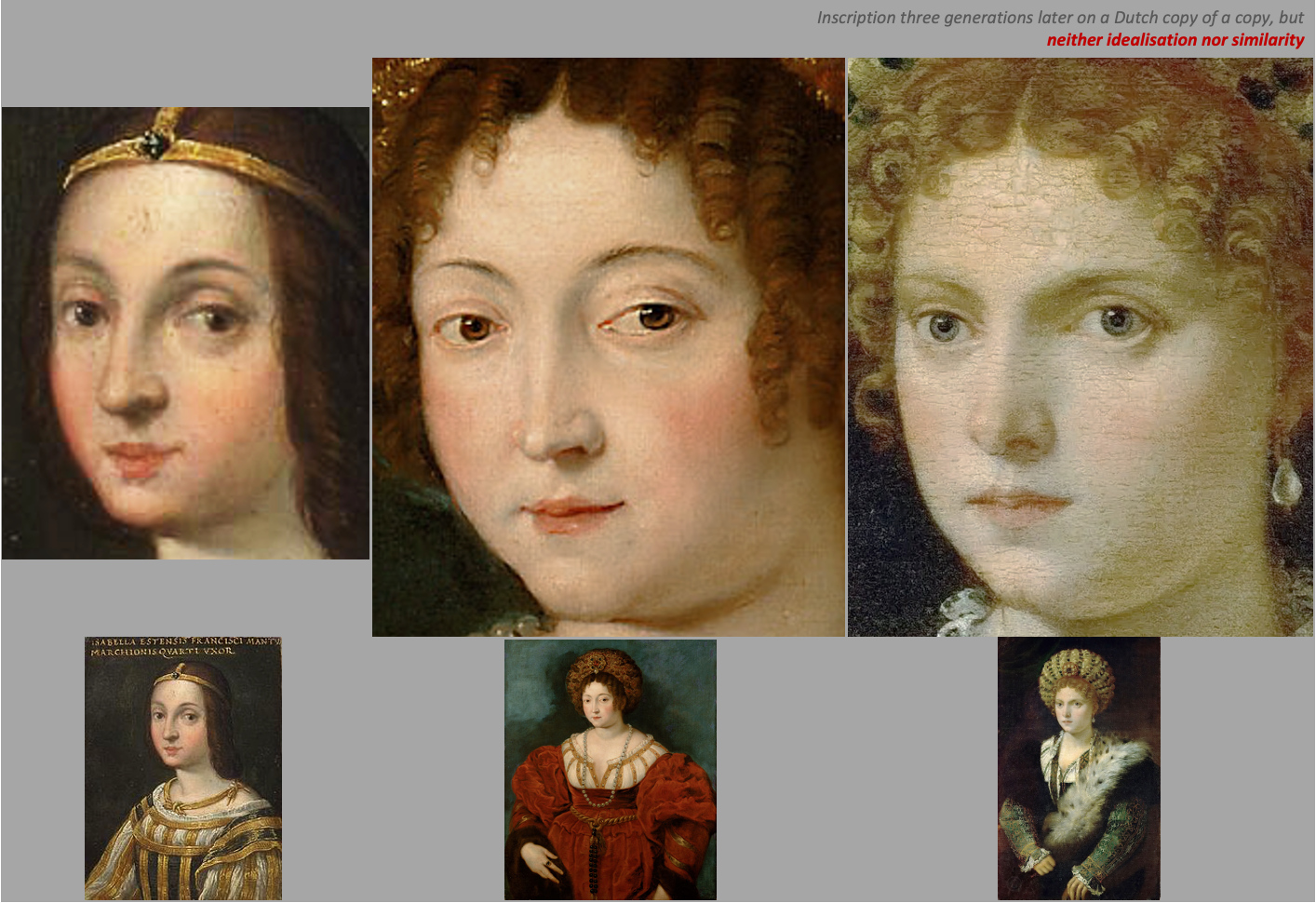
Die drei farbigen Porträts Isabella d’Este im Kunsthistorischen Museum in Wien – vielleicht inklusive Verwechslung?

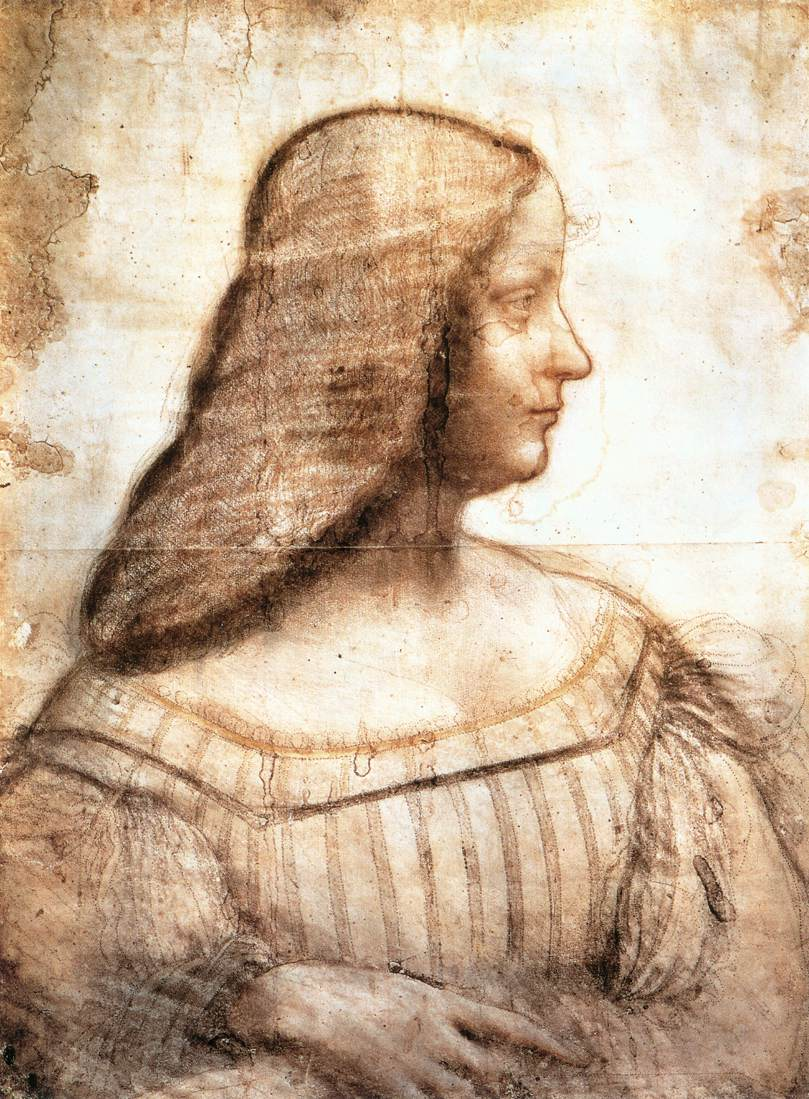
Profilzeichnung Isabella d’Este von Leonardo da Vinci

Aus den anschließenden Jahren 1501 bis 1506 sind mehrere Briefe überliefert, in denen Isabella – direkt und über Agenten – da Vinci mit Nachfragen für die versprochene Ausführung des (Öl-)Porträts verfolgte (und ihre Agenten Leonardos Beginn versprachen bzw. bestätigten) – die Mona Lisa fällt genau in diesen Zeitraum. 1504 verkündete Isabella d’Este (noch) mehr Interesse an einem anderen Motiv, was mit dem späteren Verbleib des Mona Lisa genannten Bildes bei Leonardo übereinstimmt.
Auch die Landschaft wäre eher als Gardaseeberge (Mantua am Mincio unterhalb des Gardasees) denn als Toskana interpretierbar. In der Symbolsprache der Renaissance sprechen das übergroße Bildformat (analog der Profilzeichnung), Hintergrundlandschaft im Allgemeinen und die Armlehne („Herrschersessel“) zudem gegen ein bürgerliches Porträt.
Vorbehalt Louvre sind Isabella d'Estes vorgeblich blonde Haare. Dabei zeigen Isabellas Porträts Ambras Miniatur und Isabella in Rot (Henna-)braune Haare und auch sonst Ähnlichkeiten (siehe Bild). Blonde Haare sind aktuell nur noch im Tizian-Bild Isabella in Schwarz zu sehen. Trotz weiter Verbreitung ist diese Identifizierung (außerhalb der Dokumentation des eigenen Museums) umstritten, weil der Kopf weder Schönheitsidealisierung noch Ähnlichkeiten mit den beiden oben genannten Porträts zeigt – dabei sind alle drei im selben Museum. Weitere Diskussionen hängen somit von Isabella in Schwarz ab (die mögliche Verwechslung betrifft nur die identifizierte Person, nicht Tizian).
Die optischen Merkmale Lisa del Giocondo sind unbekannt und keine Bewertung möglich.

### Brandani-Theorie
Eine andere These bezieht sich auf Giuliano di Lorenzo de’ Medici und seinen unehelichen Sohn Ippolito de’ Medici mit seiner Geliebten Pacifica Brandani. Giuliano soll das Bild bei Leonardo als tröstenden Mutterersatz für seinen noch kleinen Sohn Ippolito bestellt haben, nachdem dessen Mutter Brandani im Kindbett verstorben war. Darauf weist auch ein zeitgenössischer Name „La Gioconda“ hin, der schon von einem Leonardoschüler verwendet worden war: er bedeute „Die Tröstende“ – wohl deshalb, weil das Gemälde den kleinen Ippolito de Medici über den Verlust seiner Mutter hinwegtrösten sollte.

### Salaí-Theorie
Eine weniger verbreitete Identifizierung basiert auf der mutmaßlich homosexuellen Orientierung Leonardos. Bereits 1476 wurde ihm vorgeworfen, sich an dem 17-jährigen Jacopo Saltarelli vergangen zu haben, was jedoch nicht eindeutig geklärt wurde. Leonardo soll 1490 derartigen Gefallen an dem zehnjährigen männlichen Nacktmodell Gian Giacomo de Caprotti alias Andrea Salaino Florentine (1480–1524) gefunden haben, dass er diesen adoptierte und insgesamt zwanzig Jahre (bis zu seinem Tod 1519) mit ihm zusammenlebte. Wegen Caprottis Neigung zum Lügen und Stehlen änderte Leonardo dessen Spitznamen von „Salaino“ auf „il Salaí“ (= die Ausgeburt/Brut des Teufels) oder auf Französisch „mon Salai“. Salaí verhielt sich teilweise wie ein Junior-Chef in Leonardos Akademie, und dies erregte mit Sicherheit – in Kombination mit den bekannten Verhaltensproblemen – Neid und Aggressionen bei den Mitarbeitern. Selbst wenn Giorgio Vasari mit seiner Bezeichnung „Mona Lisa“ eine Buchstabenumstellung für „mon Salai“ gewählt hätte, um indirekt die auf dem Bild dargestellte Person mit Caprotti zu identifizieren, so bleibt doch festzuhalten, dass dieses nur die Ansicht Vasaris wiedergeben würde, der Leonardo nie persönlich kennengelernt hatte. Weitere Spekulationen in dieser Richtung sind vom Louvre im Februar 2011 zurückgewiesen worden.

### Isabella-von-Aragonien-Theorie
Die Theorie, dass sich hinter dem Porträt Isabella von Aragonien (1470–1524), die Tochter von Alfons II. von Neapel, verberge, wurde durch den britischen Schriftsteller Robert Payne populär.

### Caterina-Sforza-Theorie
Die Historikerin Magdalena Soest identifiziert das Gemälde der Mona Lisa als Porträt der Caterina Sforza (1462/63–1509), die als illegitime Tochter des Mailänder Herzogs Galeazzo Maria Sforza geboren wurde und später Regentin von Imola und Forlì war. Erstmals vorgestellt wurde Soests These durch internationale Medien im Frühjahr 2002. Laut Magdalena Soest erfüllt Caterina Sforza alle an das Mona-Lisa-Modell zu stellenden (kunst)geschichtlichen Bedingungen.

## Geschichte

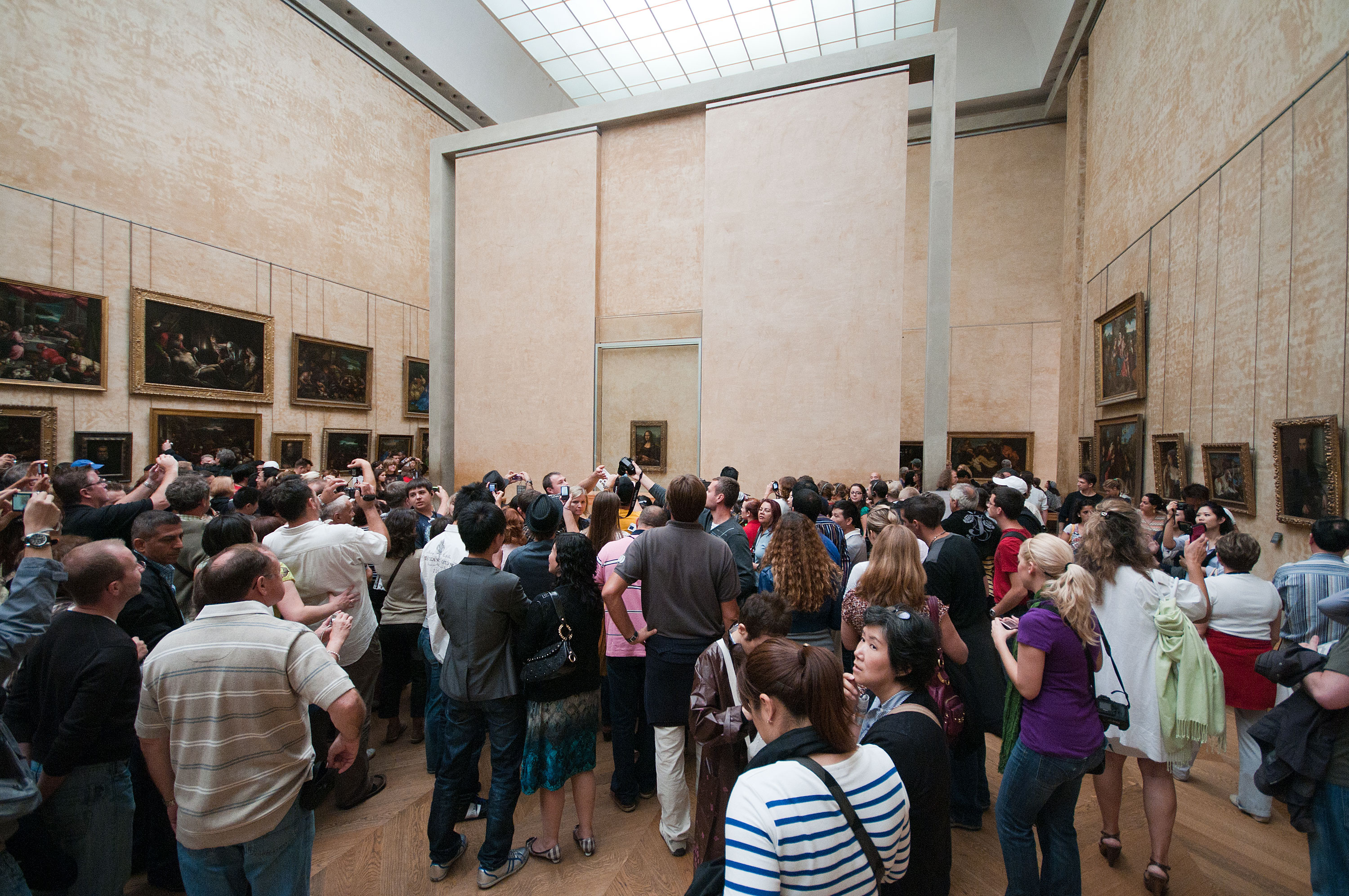
Andrang vor der Mona Lisa im Louvre in Paris

### Von Franz I. bis Napoleon
Leonardo verkaufte das Bild kurz vor seinem Tod an König Franz I. von Frankreich, der es im Schloss Amboise aufbewahrte. In der folgenden Zeit kam das Gemälde nach Fontainebleau, Paris und schließlich nach Versailles in die Sammlung von Ludwig XIV.
Nach der Französischen Revolution bekam das Bild eine neue Heimat im Louvre. Napoleon nahm es von dort mit und hängte es in sein Schlafzimmer. Nach der Verbannung Napoleons kam die Mona Lisa zurück in den Louvre.

### Diebstahl

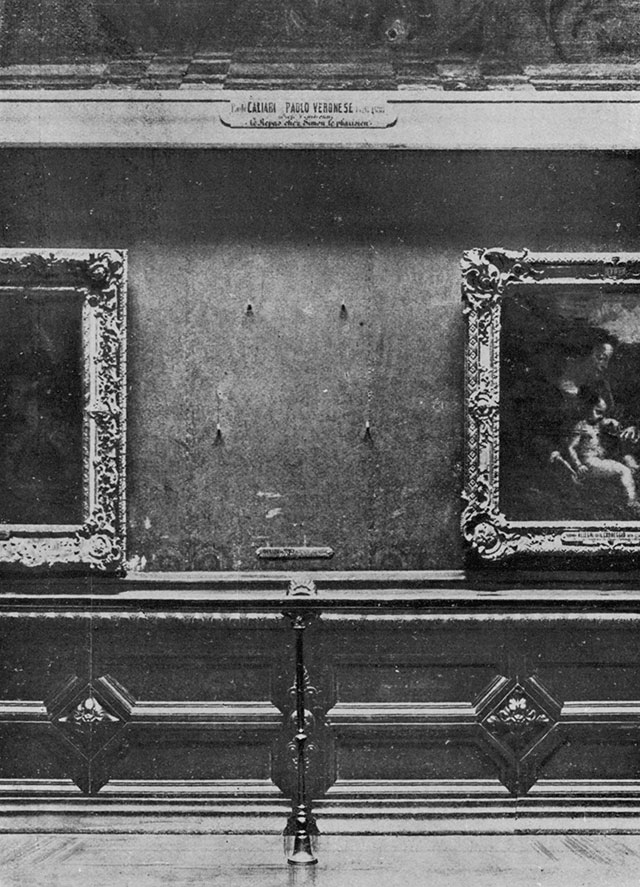
Die leere Stelle an der Wand im Louvre

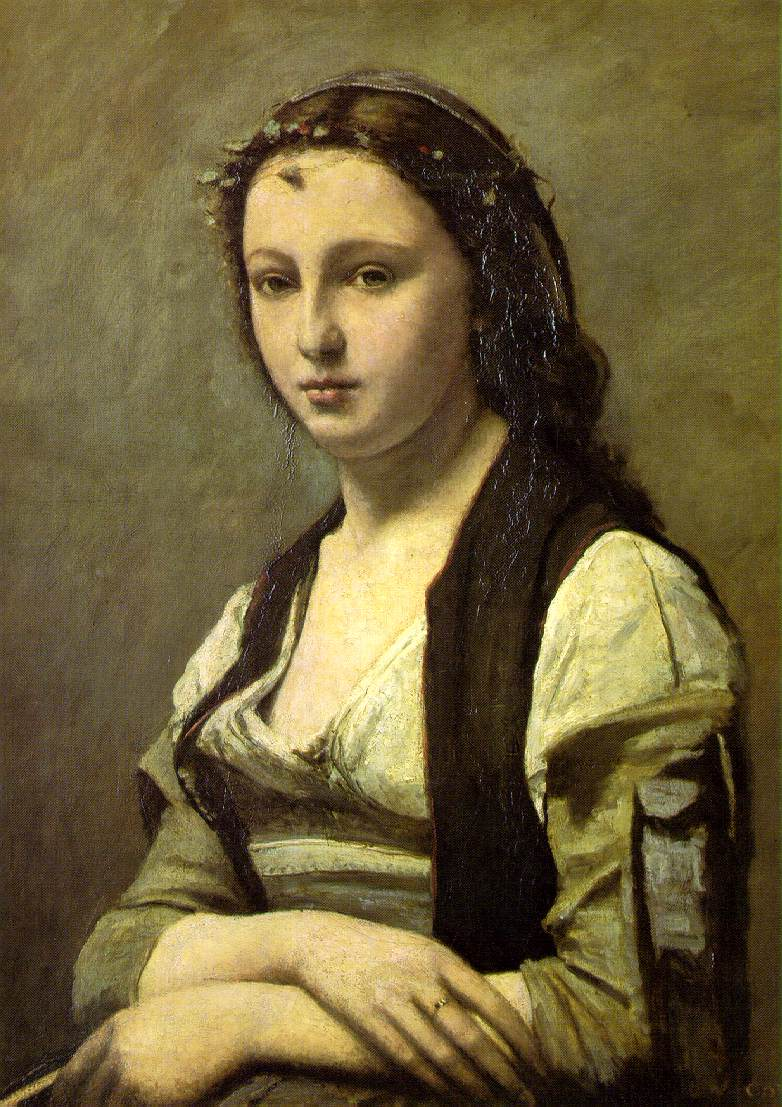
Camille Corots Frau mit einer Perle nahm vorübergehend den Platz der Mona Lisa ein

Am 21. August 1911 wurde das Bild vom 31-jährigen italienischen Handwerker Vincenzo Peruggia gestohlen, der zu dieser Zeit als Glaser im Louvre tätig war. Er hatte sich – in einem Schrank versteckt – über Nacht im Museum einschließen lassen, das Bild aus dem Rahmen gelöst und am Folgetag, vermutlich eingewickelt in seinen Kittel, aus dem Museum geschmuggelt. Es wurde zwar ein linker Daumenabdruck am Schutzglaskasten des Bildes gesichert, doch wurde es einfach vergessen, dieses Tatindiz mit der bei der Polizei vorhandenen anthropometrischen Karte des Täters und Gelegenheitsverbrechers abzugleichen.
Zunächst gerieten der Dichter Guillaume Apollinaire und der Maler Pablo Picasso in den Verdacht, die Mona Lisa gestohlen zu haben. Am 30. August 1911 hatte sich Géry Pieret, der zeitweise bei Apollinaire gewohnt hatte, gegenüber einer Pariser Zeitung als Dieb von Skulpturen offenbart, die er aus dem Magazin des Museums gestohlen und an „einen Maler“ verkauft habe, und der Zeitung eine davon zurückgegeben. Wenige Tage später brachte Picasso zwei weitere dieser Skulpturen, die er über Apollinaire von Pieret gekauft hatte, nach Zusage der Anonymität ebenfalls in die Zeitung zurück. Als sie am 6. September 1911 darüber berichtete, nahm die Polizei, die inzwischen Pierets Verbindung zu Apollinaire ermittelt hatte, den Dichter fest. Im Verhör zog er zur eigenen Entlastung auch Picasso in die Sache hinein. Dieser wurde daraufhin am 9. September 1911 ebenfalls verhört, wenn auch nicht festgenommen. Obwohl Pieret vom Diebstahl der Mona Lisa keine eigene Kenntnis hatte, kündigte er außerdem an, ein anderer Dieb werde bald auch die Mona Lisa zurückbringen. Das Gericht konnte aber schließlich weder Apollinaire noch Picasso eine Mittäterschaft an dem Diebstahl der Skulpturen oder gar der Mona Lisa nachweisen und die Künstler wurden freigesprochen.
Weitere Ermittlungen der Polizei gingen ins Leere, der Diebstahl blieb mehr als zwei Jahre lang ungeklärt. Für den Louvre bedeutete er einen Riesenskandal. Die Regierung entließ den Museumsdirektor und drei Wochen lang beherrschte die Geschichte die Titelseiten der Zeitungen. Viele Bürger gingen in den Louvre, um sich die leere Stelle an der Wand anzusehen, während fliegende Händler vor dem Louvre Postkarten und Reproduktionen der Mona Lisa verkauften.
Um die leere Stelle zu füllen, wurde Raffaels Bild Baldassare Castiglione, ein stark von der Mona Lisa beeinflusstes Werk, an ihren Platz gehängt. Im März 1912 erwarb der Louvre Camille Corots Frau mit einer Perle, die bekannteste moderne Hommage an Leonardos Mona Lisa. Im Jahr 1913 wurde die Mona Lisa nicht mehr im Katalog des Louvre geführt.
Bisher hatte Peruggia die Mona Lisa wenige Meter vom Louvre entfernt in seiner Wohnung in einem Loch in der Wand versteckt, letztlich aber wollte er sie „heim“ nach Italien bringen. Am 12. Dezember 1913 versuchte er daher, das Bild in Florenz an den Kunsthändler Alfredo Geri zu verkaufen. Geri erhielt einen mit „Leonardo“ unterzeichneten Brief, in dem der Schreiber behauptete, das Gemälde an Italien „zurückgeben“ zu wollen, und 500.000 Lire zur Deckung seiner „Unkosten“ verlangte. Geri informierte Giovanni Poggi, den Direktor der Uffizien, und bekundete sein Interesse. Peruggia kam nach Florenz und zeigte das Bild in seinem Hotelzimmer. Geri und Poggi untersuchten es und fanden auf der Rückseite die korrekte Inventarnummer des Louvre. Später verglichen sie mit Hilfe einer Fotografie des Originals die Risse und waren sich nun sicher, dass sie das Original vor sich hatten. Sie überredeten Peruggia, in seinem Hotel auf das Geld zu warten, und riefen die Polizei. Die Reaktion der Öffentlichkeit war heftig. Italienische Nationalisten verlangten, dass „ihre“ Mona Lisa „zu Hause“ bleiben solle. Die italienische Regierung versicherte zwar, dass sie die Mona Lisa an den Louvre zurückerstatten werde. Zuerst aber ging das Gemälde „auf Tournee“ und wurde in Florenz, Rom und Mailand ausgestellt. Es reiste in einer eigens angefertigten, gepolsterten Kiste und mit Ehrenwache. Schließlich kehrte die Mona Lisa mit einer großen Staatszeremonie wieder nach Paris zurück.
Der Prozess gegen Peruggia war eine Enttäuschung für die sensationsgierige Öffentlichkeit, denn der Täter erwies sich lediglich als Gelegenheitskrimineller, nicht als spezialisierter Kunstdieb. Peruggia wurde zu einer Haftstrafe von nur sieben Monaten verurteilt.
Die öffentliche Aufregung hatte der Mona Lisa einen hohen Wiedererkennungswert beschert. War das Bild schon vor dem Diebstahl bekannt gewesen, so wurde es nun nach seinem Verschwinden wirklich berühmt.

### Zweiter Weltkrieg
Nach der Einnahme Frankreichs durch die deutsche Wehrmacht im Juni 1940 befürchteten die Kuratoren des Louvre, dass der von Hitler beauftragte Kunsthistoriker Hermann Voss mit Unterstützung von Hermann Göring ausgewählte Kunstwerke für das geplante Museum bei Linz konfiszieren könnte. Bereits vor der Besetzung von Paris wurden die wertvollsten Kunstwerke aus dem Louvre geschafft. Die Mona Lisa wurde zunächst wie zahlreiche andere Werke des Louvre 1938 auf das Schloss Chambord gebracht, danach während des Sitzkrieges in einem versiegelten Lieferwagen in ein Schloss bei Souvigny nahe Le Mans und am 5. Juni 1940 weiter südlich in die Abtei Loc-Dieu bei Villefranche-de-Rouergue im Midi. Obwohl die deutschen Besatzer den Aufenthaltsort kannten, wurde das Gemälde nicht beschlagnahmt. Nachdem Paris im August 1944 befreit worden war, wurde die Mona Lisa in den Louvre zurückgebracht. Zuvor wurde sie aber noch ausgewählten Gästen gezeigt, wie zum Beispiel den chinesischen Delegierten der Pariser Friedenskonferenz. Erst im Oktober 1947 konnte die Mona Lisa ihren Platz im Louvre wieder einnehmen, ein Ereignis, das in den Medien gefeiert wurde.

### Anschläge
Das Gemälde war im Jahr 1956 zweimal Gegenstand von Vandalismus. Im ersten Fall schüttete ein Unbekannter Säure auf das Porträt. Dabei wurde die untere Hälfte des Bildes schwer beschädigt.
Am 30. Dezember 1956 warf ein obdachloser bolivianischer Tourist namens Ugo Villegas einen Stein auf das Porträt, nachdem er es stundenlang angestarrt hatte, und zertrümmerte dabei die Glasplatte und die Malschicht am linken Ellbogen bis auf die Grundierung. Die Stelle wurde vom Restaurator Jean Gabriel Goulinat mit Wasserfarben ausgebessert. Seitdem wird das Bild hinter Panzerglas ausgestellt.
Am 30. Mai 2022 versuchte ein Mann, der mit einer Damenperücke verkleidet war und sich in einen Rollstuhl gesetzt hatte, den Glasschutz der Mona Lisa einzuschlagen. Danach beschmierte er ihn mit Torte. Schäden am Gemälde entstanden bei diesem Vorfall nicht. Die Aktion sollte nach Aussagen des Mannes einen Aufruf zum Umweltschutz darstellen.
Am 28. Januar 2024 schütteten zwei Aktivistinnen der Gruppe „Riposte alimentaire“ Suppe auf die Panzerglasscheibe vor dem Gemälde, um damit für ein Recht auf gesunde und nachhaltige Lebensmittel zu protestieren.

### „Tourneen“

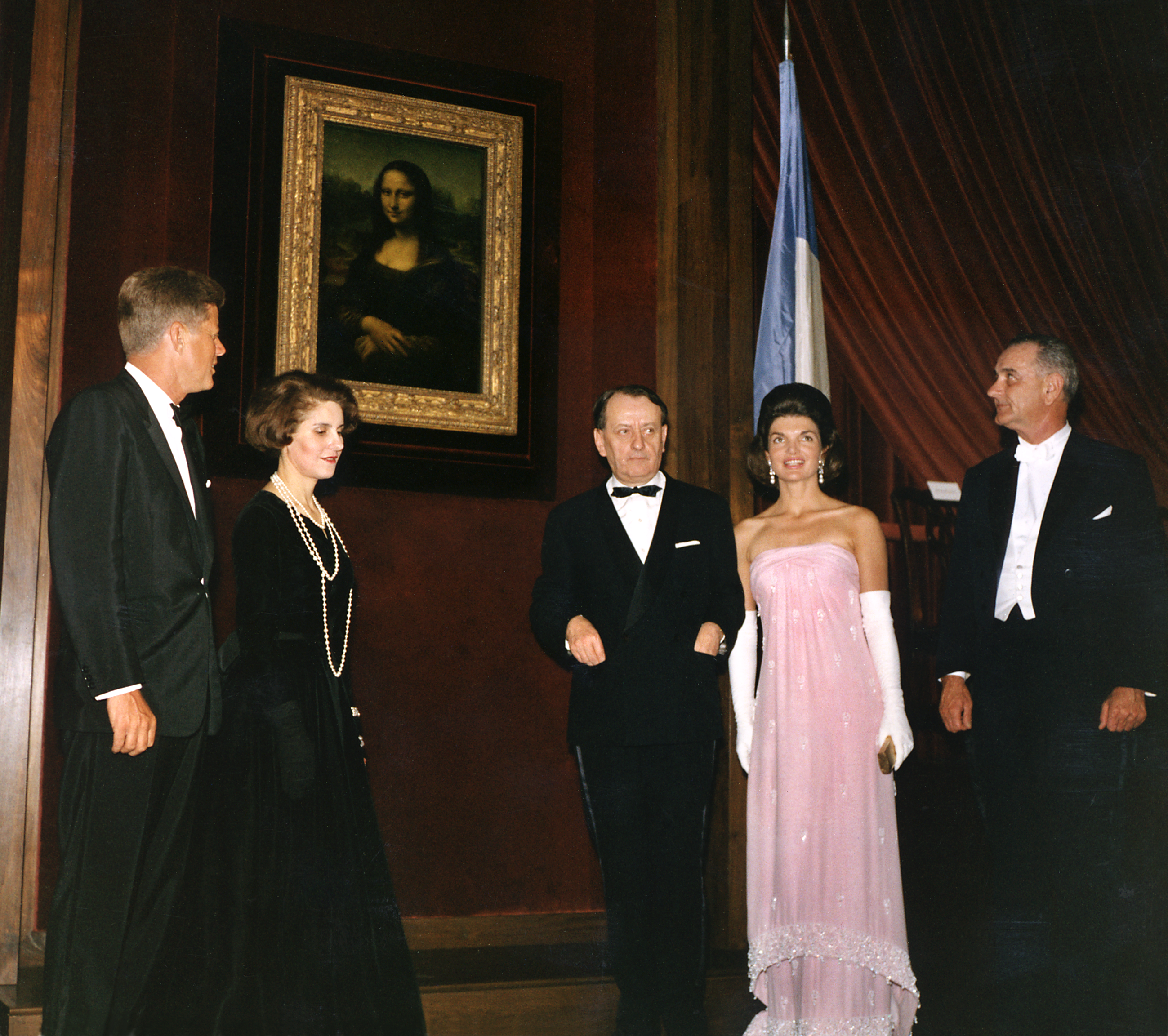
John F. Kennedy, Madeleine Malraux, André Malraux, Jacqueline Kennedy und Lyndon B. Johnson in der National Gallery of Art

1961 besuchten US-Präsident John F. Kennedy und seine Gattin Jacqueline Charles de Gaulle, um die amerikanisch-französischen Beziehungen zu verbessern. Jacqueline Kennedys fließendes Französisch und ihre Kenntnisse der französischen Kultur nahmen de Gaulle so für sich ein, dass er dem Vorschlag zustimmte, die Mona Lisa in den USA auszustellen. Die Kuratoren des Louvre waren entsetzt, doch die französische Regierung ließ sich diese symbolische Geste nicht mehr ausreden.
Eine Motorradeskorte begleitete das Bild nach Le Havre. An Bord des Luxusliners France wurde das Gemälde in eine eigens vorbereitete Kabine der ersten Klasse gebracht und in einer unsinkbaren Kiste verstaut.
Am 8. Januar 1963 wurde das Bild im Rahmen einer Party in Washingtons National Gallery of Art in Empfang genommen. Außer in Washington wurde es auch im New Yorker Metropolitan Museum of Art ausgestellt. Dabei kam es zu einem Zwischenfall, der erst durch die Veröffentlichungen der Memoiren des Museumsdirektors Thomas Hoving bekannt wurde: Im Gemäldelager des Museums wurde versehentlich die Sprinkleranlage ausgelöst und einige Stunden lang strömte Wasser über das Bild.
Die Zeitschrift The New Yorker rechnete aus, dass jeder der 1,6 Millionen Besucher das Porträt im Durchschnitt vier Sekunden lang anschauen konnte und dafür stundenlange Wartezeit in Kauf nehmen musste.
Zehn Jahre später, 1973, ging das Bild, wieder gegen den Widerstand der Kuratoren, nach Japan. Während der ersten Woche in Tokio kamen täglich 18.000 Menschen, um das berühmte Kunstwerk mit eigenen Augen zu sehen. Ein wesentlicher Unterschied zu der USA-Tournee war der, dass die Mona Lisa in Japan intensiv in der Werbung genutzt wurde. Auch nach ihrer Rückkehr hielt diese Verwendung in der Werbung an. Auch Maler verwendeten das berühmte europäische Bild für ihre eigenen Zwecke. Es gab sogar Künstler, deren Gesamtwerk aus nichts anderem als aus Variationen über das Thema Mona Lisa bestand.
Von Tokio ging die Mona Lisa auf Wunsch der französischen Regierung nach Moskau, um eine Entspannung der Beziehungen zur Sowjetunion zu fördern.
Als die Mona Lisa wieder in Frankreich war, wurde das Gemälde mit kugelsicherem Panzerglas versehen. Außerdem wurden Schilder aufgestellt, die Besuchern den kürzesten Weg durch den Louvre zur Mona Lisa wiesen.

### Mona Lisa del Prado

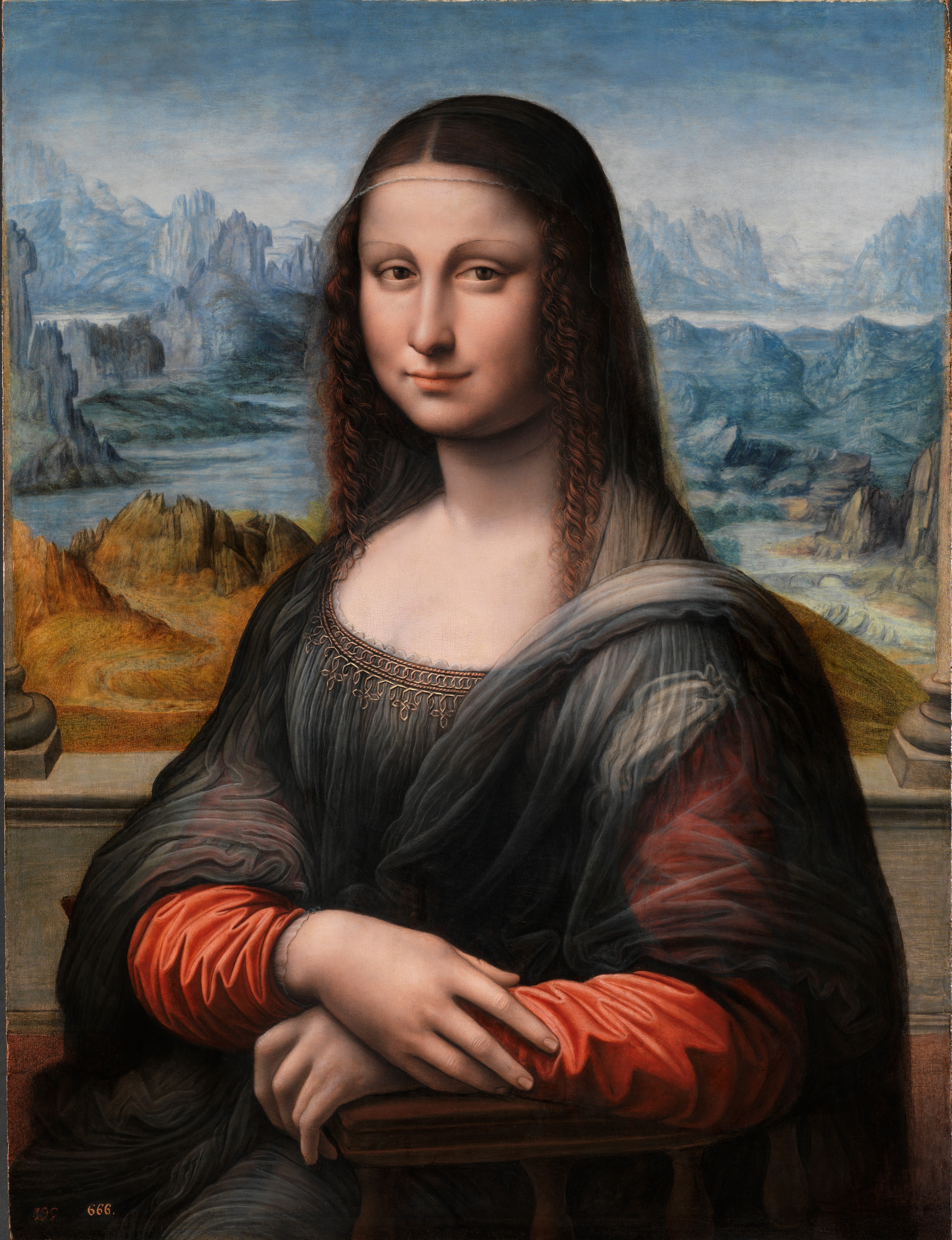
Die Mona Lisa aus dem Prado, von einem Leonardo-Schüler

Anfang 2012 entdeckten Restauratoren im Prado in Madrid, nachdem sie ein Bild von einer Übermalung befreit hatten, eine exakte Kopie der Mona Lisa. Sie ist seit 1666 in den königlichen Sammlungen nachgewiesen. Das gereinigte Bild zeigt Details, die beim Original wegen hohen Reinigungsrisikos kaum noch erkennbar sind, wie Augenbrauen, Schläfenlocken als Frisur, Spitzenbordüre am Ausschnitt. Es wird angenommen, dass es sich um ein Gemälde eines Leonardo-Schülers – Francesco Melzi oder Andrea Salai – handelt, der seinen Meister kopierte, indem er zeitgleich mit ihm malte und auch die gleichen Korrekturen vornahm. Ab dem 21. Februar bis zum 13. März 2012 wurde La Gioconda del Prado in Madrid der Öffentlichkeit vorgestellt, anschließend war das Gemälde für einige Zeit im Louvre neben dem Original zu sehen.

### DieIsleworth Mona Lisa

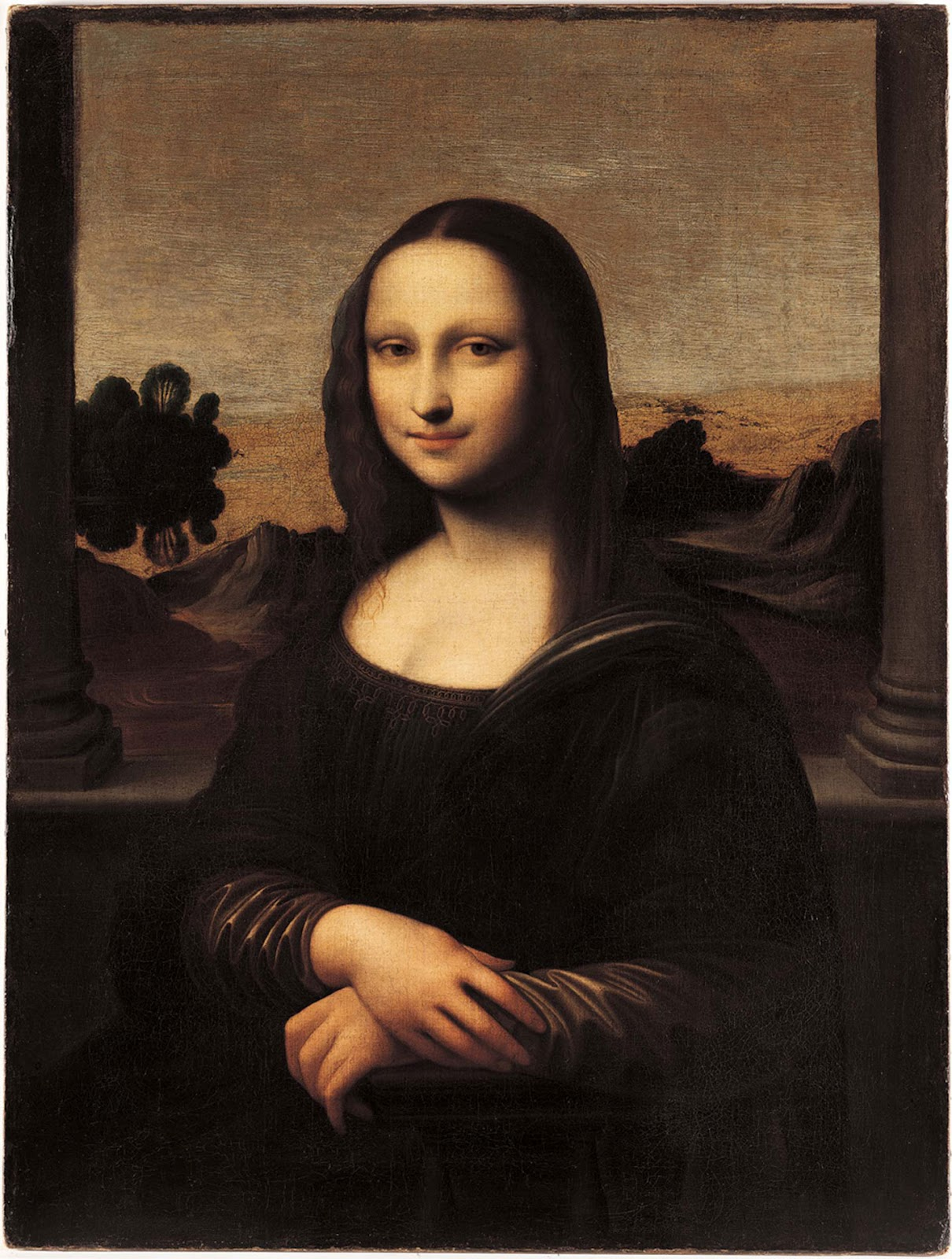
Die Isleworth Mona Lisa

Am 27. September 2012 wurde im Genfer Hotel Beau-Rivage die Isleworth Mona Lisa präsentiert. Das Porträt zeigt unverkennbar dieselbe Frau wie das Gemälde aus dem Louvre, wenn auch jünger aussehend, und soll die erste Version des berühmten Gemäldes aus Leonardos Hand sein. Die in Zürich beheimatete Mona Lisa Foundation, Besitzerin des Gemäldes, hat eine Reihe namhafter Kunstexperten hinzugezogen, darunter Alessandro Vezzosi, Direktor des Museo Ideale Leonardo da Vinci in Vinci, und Carlo Pedretti vom Armand Hammer Center for Leonardo Studies der University of California. Sie sollen in Genf historische und wissenschaftliche Beweise für diese These vortragen.
Die Isleworth Mona Lisa ist in Kunstkreisen schon lange bekannt, galt aber als eine der zahllosen Kopien. Das Gemälde hat seinen Namen nach dem Londoner Ortsteil Isleworth, wo der Künstler und Kunsthändler Hugh Blaker (1873–1936) wohnte, der es kurz vor dem Ersten Weltkrieg in der Sammlung des Earl Brownlow of Somerset sah und aufkaufte. Nach dem Tod Blakers gelangte die Isleworth Mona Lisa Anfang der 1960er Jahre an den amerikanischen Sammler Henry F. Pulitzer. Dieser vermutete erstmals, dass es sich um ein Werk von Leonardo selbst handeln könne, und führte unter anderem als Beweis Leonardos Biografen Giorgio Vasari an, der geschrieben habe, Leonardo habe die Mona Lisa 1503 begonnen, sie dann aber unvollendet gelassen. Über den Nachlass von Pulitzers Freundin gelangte es in den Besitz der Schweizer Stiftung.
Die Isleworth Mona Lisa ist auf Leinen gemalt, während das Louvre-Bild – wie fast alle Gemälde Leonardos – auf Holz gemalt wurde. Im Vorfeld der Veranstaltung gab es bereits erhebliche Zweifel an der Echtheit des Bildes. „Es gibt keinerlei Grundlage für die Behauptung, dass dieses Bild ein Original von da Vinci ist“, sagte Martin Kemp, emeritierter Professor für Kunstgeschichte an der Universität von Oxford, der Nachrichtenagentur dpa. Viele Details wie die Haare, die Struktur ihrer Hände, der durchscheinende Stoff ihres Kleides, die Atmosphäre der Landschaft – alles sei völlig anders, so Kemp. Im Frühjahr 2013 datierten Forscher der ETH Zürich die verwendete Leinwand mit 95-prozentiger Wahrscheinlichkeit auf die Zeit zwischen 1410 und 1455. Wissenschaftliche Untersuchungen der weißen Farbpigmente ergaben, dass das Gemälde keine Fälschung aus seinem Entdeckungsjahr 1913 sein kann. John F. Asmus, Physiker an der San Diego State University, unterstützt Leonardos Urheberschaft: „Ich habe Monate meines Lebens damit verbracht, beide Mona-Lisa-Bilder genau anzusehen. Und die vielen Ähnlichkeiten können kein Zufall sein. Es ist zu 99 Prozent sicher, dass beide Mona Lisas vom selben Künstler sind.“

### DieLuzernerMona Lisa

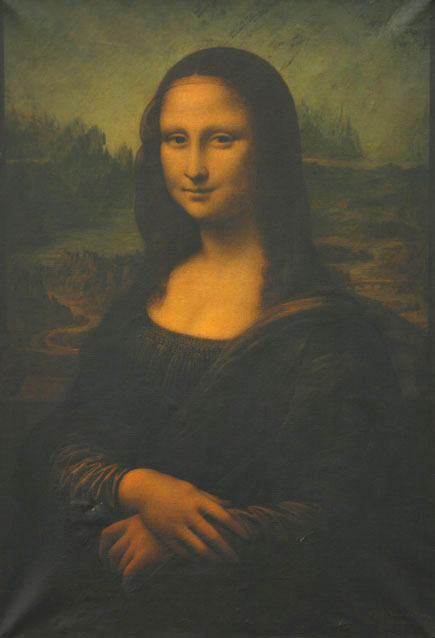
Louis Béroud: La Joconde d’après Léonard de Vinci, 1911, Kunstmuseum Luzern

Der französische Maler und Kopist Louis Béroud war oft im Pariser Louvre zugegen und malte mit Vorliebe Ansichten von ausgestellten Werken oder Kopisten und Malerkolleginnen bei ihrer Arbeit. Béroud schuf auch eine exakte Kopie der Mona Lisa, die unter dem Titel La Joconde d’après Léonard de Vinci (1911) bekannt ist und sich in der Sammlung des Kunstmuseums Luzern befindet. Am 22. August 1911 war es Béroud, der den Raub von da Vincis Mona Lisa als Erster entdeckte und der Alarm schlug. Bérouds Kopie der Mona Lisa ist daher auch nicht nach dem Original entstanden, sondern nach einer Kopie. Schon damals war da Vincis Gemälde berühmt und Kopien davon äußerst begehrt.

## Maltechnik
Wie in vielen anderen seiner Arbeiten wandte Leonardo auch in diesem Bild die von ihm perfektionierte Sfumato-Technik sowohl beim Hintergrund als auch bei Gesichtsdetails an. Durch Sfumato, was aus dem Italienischen übersetzt „neblig“ oder „verschwommen“ bedeutet, wirkt der Hintergrund wie durch einen Dunst oder Rauchschleier wiedergegeben. Im Antlitz deutlich wird diese Technik in den sehr weichen, fast verschwimmenden Hell-Dunkel-Übergängen an den Rundungen des Kopfes, an den Augenwinkeln und dem rechten Mundwinkel (aus der Sicht des Betrachters).

## Merkmale des Goldenen Schnitts
Das Gemälde weist Merkmale des Goldenen Schnitts auf und lässt mehrere Goldene Dreiecke sowie die Goldene Spirale erkennen.
In Abbildung 1 teilt der Punkt {\displaystyle M} (Mona Lisas linkes Auge) die Strecken {\displaystyle [DK]} und {\displaystyle [EL]} im Goldenen Schnitt. Die Dreiecke {\displaystyle ABC}, {\displaystyle DEF}, {\displaystyle AFG}, {\displaystyle FBH}, {\displaystyle HGF} und {\displaystyle GHC} sind Goldene Dreiecke, da bei jedem dieser sechs Dreiecke Grundseite und Schenkel im Verhältnis des Goldenen Schnitts zueinander stehen.
In Abbildung 2 ist die Goldene Spirale eingezeichnet. Sie ist so positioniert, dass sie an Mona Lisas rechtem Handgelenk beginnt und den oberen Rand ihres Kopfes berührt. Ihre Nasenspitze bildet dann den Punkt, auf den die Spirale zuläuft.

## Besonderheiten

### Wirkung
Leonardo hat seine Mona Lisa „mit einem beunruhigenden Fehlen von normaler Sinnlichkeit betrachtet, so erscheint sie zugleich verführerisch und kalt, schön und zurückweisend. Das Bild hat keine sehr großen Ausmaße, wirkt aber auf den Beschauer monumental in seinem Verhältnis von Person und Hintergrund. Diese Monumentalität steigert zugleich den Eindruck von Charme und Frostigkeit, sodass die Mona Lisa Jahrhunderte hindurch von Männern sowohl mit Entzücken als auch mit rätselhaftem Erstaunen oder sogar mit etwas wie Furcht betrachtet wurde.“
Noch schwärmerischer und pathetischer drückte sich 1869 Walter Pater aus. Er nannte die Mona Lisa „eine Schönheit, in die die Seele mit all ihren Krankheiten eingegangen ist! […] Alle Gedanken und Erfahrungen der Welt haben ihre Spuren dort eingegraben … die Sinnlichkeit Griechenlands, die Wollust Roms, der Mystizismus des Mittelalters … die Wiederkehr der heidnischen Welt, die Sünden der Borgia.“

### Ambiente und Farbe
„Keines der Gemälde Leonardos gibt die Tiefe und den Dunst der Atmosphäre vollkommener wieder als der Hintergrund der Mona Lisa, der die Luftspiegelung in höchster Vollendung darstellt.“ Das Bild sieht heute allerdings anders aus als ursprünglich: „Früher gab es an beiden Seiten kleine Säulen, die später weggeschnitten wurden und die deutlich machten, daß die junge Frau auf einem Balkon saß, während sie jetzt mitten im unbestimmten Raum weilt. Die Farben des Gesichts, das feine Rot, das Vasari erwähnt, sind ebenfalls nicht mehr sichtbar. Der gedunkelte Firnis hat die feinen Abtönungen verändert und ruft heute einen gedämpften Ton wie bei Unterwasseraufnahmen hervor“.

### Augen

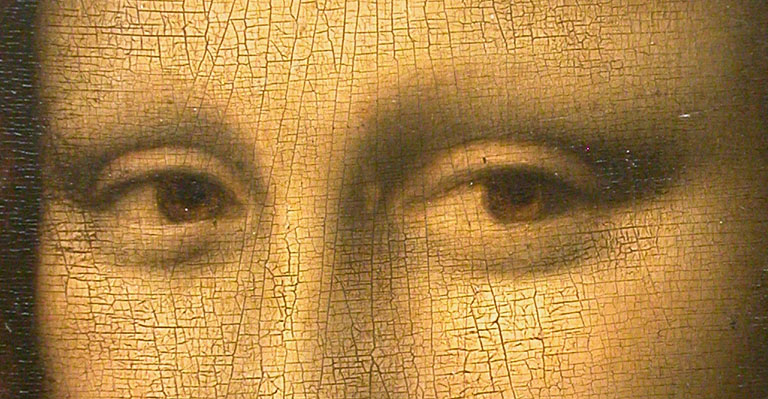
Augen

Eine besondere Wirkung bekommt das Bild durch einen Trick Leonardos. Er malte das Bild mit zwei verschiedenen Fluchtpunkten (Perspektiven) – einen für den Hintergrund und einen für die Figur. Dem Betrachter fällt das nicht sofort auf; er hat nur das Gefühl, dass hier irgendetwas nicht stimmt.
Revolutionär war seinerzeit die Darstellung des Silberblicks, also der nicht exakt gleich gemalten Augen, die ebenfalls zum geheimnisvollen Charakter des Bildnisses beitragen.
Beim Abdecken der jeweiligen Gesichtshälfte lässt sich feststellen, dass die linke Seite die passive (kein Lächeln, kaum Schatten, schwammiger Hintergrund), die rechte Seite die aktive Gesichtshälfte ist (Lächeln, Schatten, aktiver Blick, klarer Hintergrund mit Mensch, Brücke und Haus).
Befremdlich ist für den heutigen Betrachter auch, dass die Mona Lisa keine Augenbrauen hat. Zwar entsprach es dem damaligen Schönheitsideal, wenn Frauen sich die Augenbrauen rasierten, jedoch stellte der französische Forscher Pascal Cotte auf hochaufgelösten Scans fest, dass die Pigmente der Augenbrauen und Wimpern im Laufe der Zeit lediglich verblasst waren.

### Lächeln

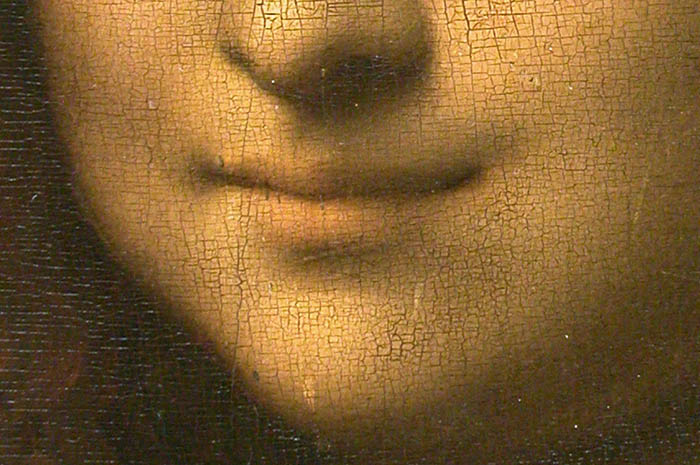
Mund

Das geheimnisvolle Lächeln der Mona Lisa irritiert viele Menschen. Während einige Untersuchungen auf eine Fazialislähmung als mögliche Ursache hinweisen, stellt Borkowski 1992 fest, dass manche Menschen zuweilen ähnlich lächeln, wenn sie ihre Schneidezähne verloren haben.
Der Schriftsteller Théophile Gautier machte die Mona Lisa zu einer romantischen Ikone des Weiblichen, indem er um 1858 über sie schrieb:

„… aber ihr Ausdruck, weise, tief, samtig und voller Versprechungen, zieht euch unwiderstehlich an und vergiftet euch, während der sinnliche, schlangenhafte […] Mund euch mit soviel Süße, Anmut und Überlegenheit verspottet, daß man sich ganz schüchtern fühlt, wie ein Schuljunge vor einer Herzogin.“

Eine ähnliche Formulierung fand einige Jahre später der englische Essayist Walter Pater in der wohl bekanntesten Beschreibung des Gemäldes:

„Die Gestalt, die hier so seltsam neben den Wassern auftaucht, drückt die Erfüllung eines tausendjährigen Begehrens des Mannes aus. Es ist eine Schönheit […], in welche die Seele mit all ihrem kranken Sinnenleide hineingeflossen ist! […] Gleich dem Vampyr hat sie schon viele Male sterben müssen und kennt die Geheimnisse des Grabes; sie tauchte hinunter in die See und trägt der Tiefe verfallenen Tag in ihrem Gemüt.“

Im September 2006 haben französische und kanadische Kunstwissenschaftler einen weiteren möglichen Grund für das Lächeln der Mona Lisa gefunden. Mit Hilfe spezieller Infrarot- und 3D-Techniken durchleuchteten sie die Farbschichten. Dabei fiel den Forschern auf, dass das Kleid der Mona Lisa von einem dünnen, transparenten Schleier umhüllt ist, der mit bloßem Auge nicht zu erkennen war. Bruno Mottin vom französischen Zentrum für Forschung und Restaurierung hat diese Information auf einer Pressekonferenz im kanadischen Ottawa bekanntgegeben. Gemäß seiner Erklärung ist diese Art von Schleier typisch für jene Frauen, die im frühen 16. Jahrhundert in Italien schwanger waren oder gerade ein Kind zur Welt gebracht hatten. 2008 konnten Mady Elias und Pascal Cotte die Verwendung mehrerer Malschichten nachweisen: mehrere Schichten mit Umbra und eine Grundierung mit Bleiweiß und ein Prozent Zinnober.

### Medizinische Aspekte
Auch der belgische Medizinprofessor Jan Dequeker, der es sich zum Hobby gemacht hat, auf Gemälden nach Anzeichen von Krankheiten zu forschen, untersuchte das Bild. Er erkannte einen gelben Fleck im linken Augenwinkel als Xanthelasma, eine Anhäufung von Cholesterin unter der Haut, sowie eine Schwellung der rechten Hand als subkutanes Lipom und diagnostizierte Hyperlipidämie, eine erbliche Krankheit, die ein ernster Risikofaktor für eine Herzkrankheit ist und zu einem frühen Tod führt. Da Hyperlipidämie vererbt wird, die sonstigen Familienmitglieder der Lisa del Giocondo aber deutlich länger lebten als sie, gehen andere Quellen davon aus, dass anstelle von Hyperlipidämie eher Hypercholesterinämie infrage komme, weil dies mit einer normalen Lebensdauer vereinbar sei.

## Rezeption

### In der bildenden Kunst
Das Gemälde ist eine der Medienikonen des 20. Jahrhunderts. Zahlreiche Künstler haben Verfremdungen und Überarbeitungen des Originals kreiert. Dazu gehörten unter anderem:
- Eugène Bataille, Le Rire, 1887
- Kasimir Malewitsch, Sonnenfinsternis mit Mona Lisa, 1914
- Marcel Duchamp, L.H.O.O.Q. (Elle a chaud au cul) (Sie ist heiß am Hintern) 1919[74] sowie weitere Versionen; die letzte war L.H.O.O.Q. rasée, 1965.[75] Duchamp, schon damals einer der führenden Bilderstürmer in der Kunstwelt, schuf eine mit Schnurr- und Kinnbart versehene Kopie der Mona Lisa.
- Fernand Léger, La Joconde aux clès, 1930[76]
- Philippe Halsman, Dali as Mona Lisa, 1954[77]
- Fernando Botero, Mona Lisa, Age Twelve, 1959
- Tom Wesselmann, Great American Nude No. 35, 1962
- Andy Warhol, Thirty Are Better Than One, 1963
- Joseph Beuys, Giocondologie, 1963[78]
- Robert Filliou, La Joconde est dans les escaliers, 1969
- Jimmy Ernst, Mona Lisa Red, 1970[79]
- Paul Wunderlich, In tears, 1972
- Robert Arnesons Skulptur George [Washington] and Mona in the Baths of Coloma, 1976
- Robert Rauschenberg, Pneumonia Lisa, 1982
- Jasper Johns, Racing Thoughts, 1983
- James Rizzi, The Mona Lisa, um 1994[80]
- James Gill, Mona Lisa's Smile, 1999
- Auch die Urenkelin von Henri Matisse, Sophie Matisse, beschäftigte sich mit der Mona Lisa. Sie schuf 1997 ein Gemälde, das nur den Hintergrund von Leonardos Gemälde zeigt: The Monna Lisa (Be Back in 5 Minutes).[81]
- Der indische Konzeptkünstler Subodh Gupta erstellte 2009/2010 eine schwarze Bronzeskulptur der Mona Lisa mit Bärtchen, Et tu, Duchamp?, und bezog sich damit auf Duchamps L.H.O.O.Q.[82]

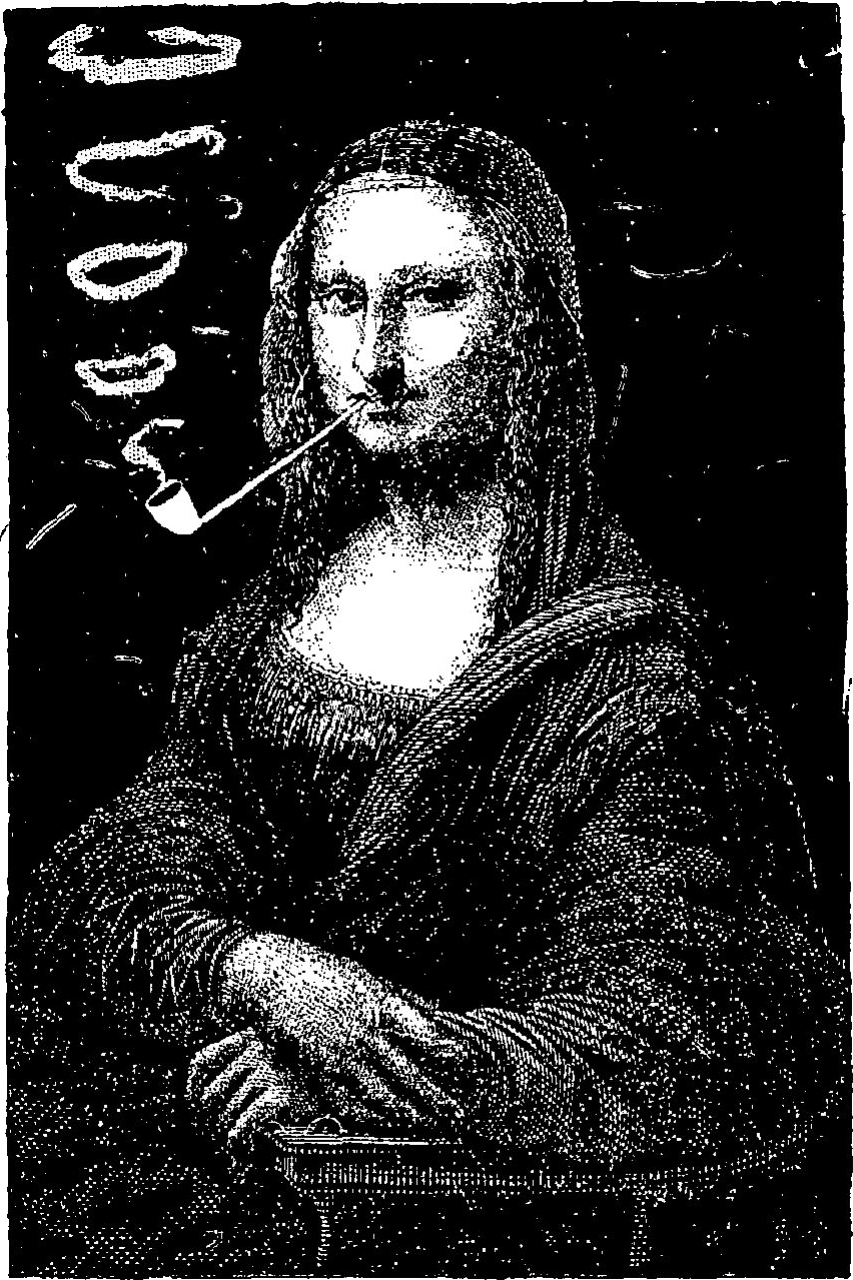
Eugène Bataille (Sapeck) in Le Rire, 1887
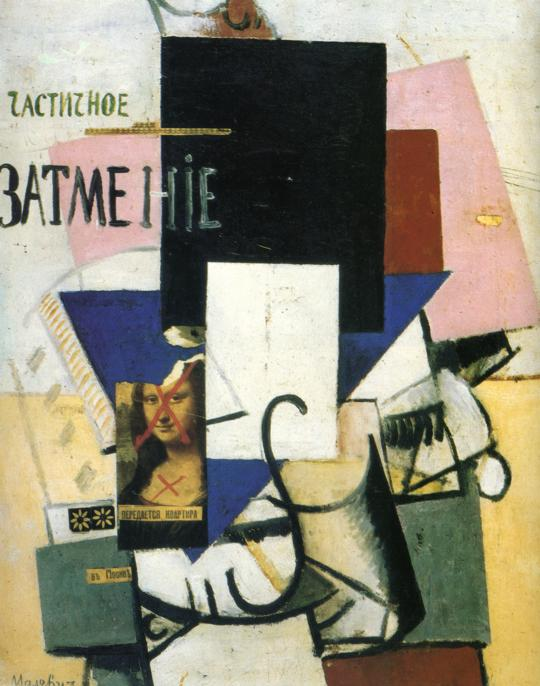
Kasimir Malewitsch: Sonnenfinsternis mit Mona Lisa, 1914
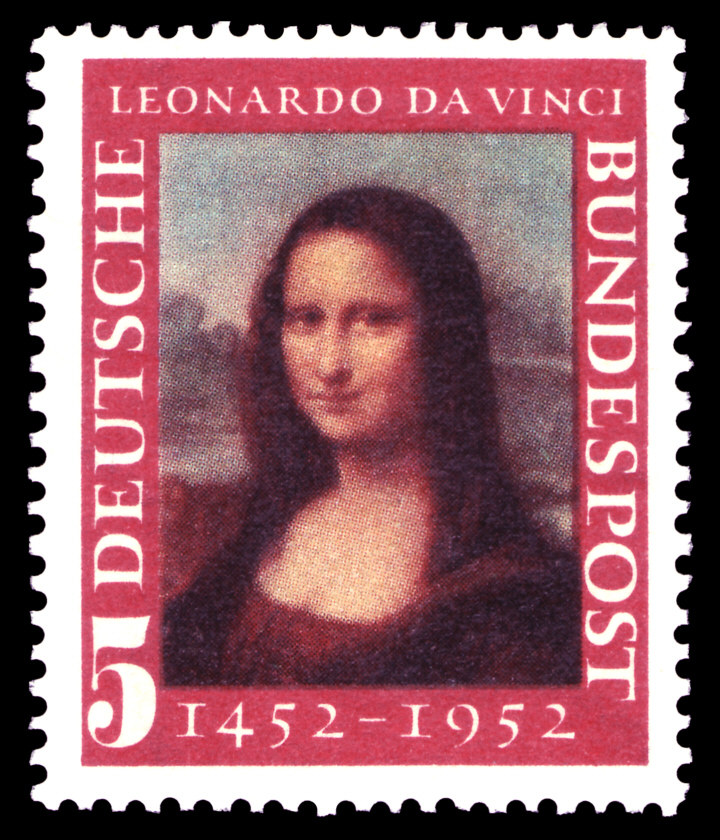
Briefmarke zum 500. Geburtstag von Leonardo da Vinci
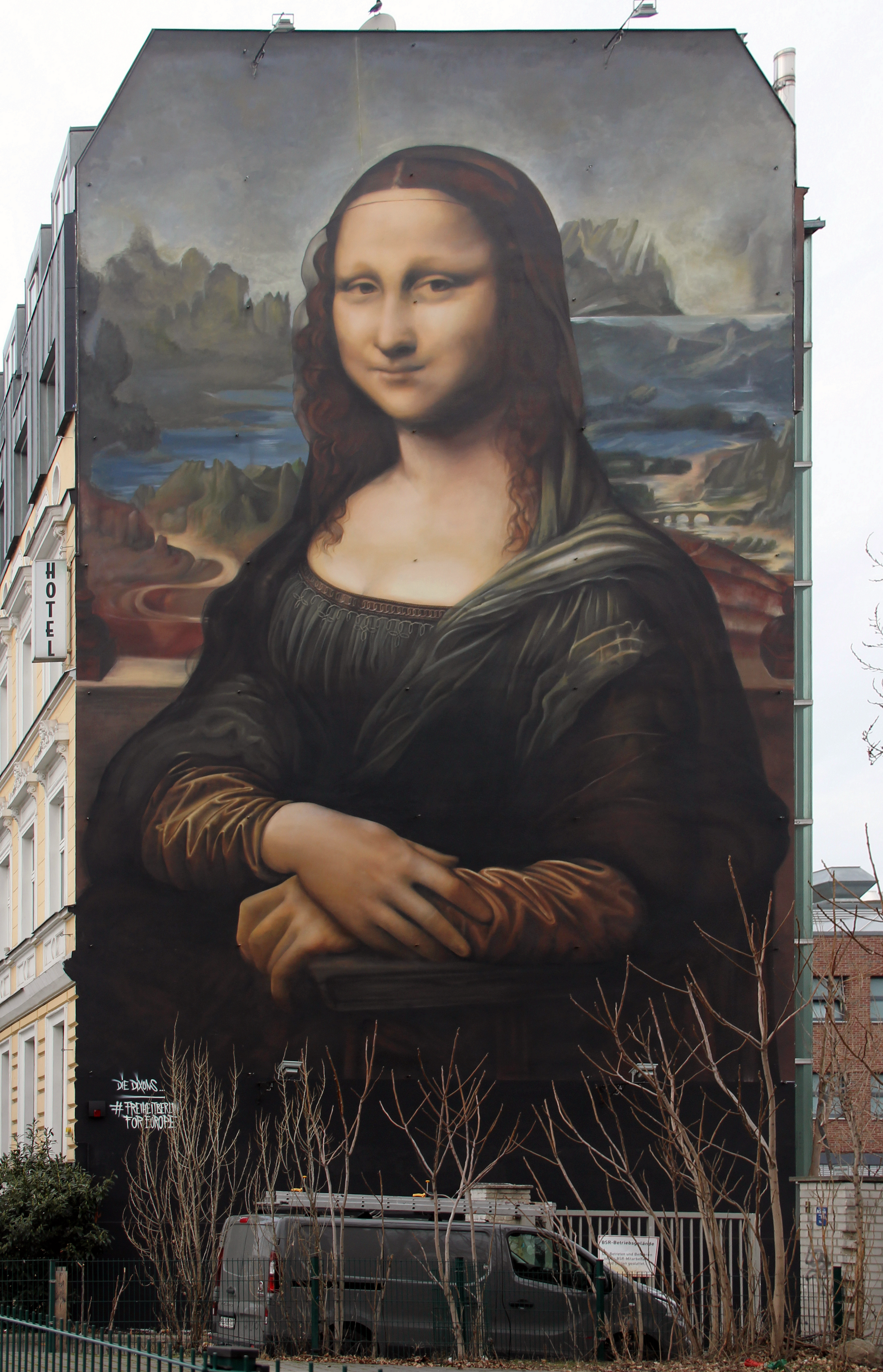
Wandmalerei von „Die Dixons“, 2019 Berlin-Friedrichshain

2001 fand im Museo Ideale Leonardo da Vinci in Vinci (Italien) eine große Ausstellung unter dem Titel Leonardo in Azione e Poesia unter Beteiligung von 75 internationalen Künstlern der visuellen und konkreten Poesie statt. Unter anderem waren beteiligt: Julien Blaine, Klaus Peter Dencker, Giovanni Fontana, Pierre Garnier, Eugen Gomringer, Klaus Groh, Allan Kaprow, Jiří Kolář, Ladislav Novák, Konrad Balder Schäuffelen, Daniel Spoerri, Karel Trinkewitz, Ben Vautier, Emmett Williams. Es erschien ein umfangreicher Großkatalog mit 375 Seiten.

### In der Literatur
Durch ihre Berühmtheit wurde die Mona Lisa zum Gegenstand zahlreicher Parodien seitens der künstlerischen Avantgarde und zu einem Massenartikel der populären Kultur. In der Literatur wurde das „Lächeln der Mona Lisa“ zu einem feststehenden Begriff für undurchschaubares Verhalten. Literarisch bearbeitet haben das Bild unter anderem folgende Schriftsteller:
- D. H. Lawrence spielt in seiner Kurzgeschichte Reizende alte Dame (The Lovely Lady) auf die Mona Lisa an.
- Lawrence Durrell tut in Justine das Gleiche.
- Georg Heym schildert in Der Dieb die Geschichte eines Verrückten, der das Gemälde der Mona Lisa raubt und schließlich zerstört.
- In Das Meisterwerk von Ernst Wilhelm Heine wird eine tote Frau porträtiert, bei der die Leichenstarre langsam einsetzt, was den Mund merkwürdig verzerrt.
- Mary McCarthy in Die Clique (The Group).
- In seinen Memoiren Les mots (Die Wörter) verglich Jean-Paul Sartre das Lächeln der Mona Lisa mit dem seiner Großmutter.
- Dan Brown in Sakrileg (The Da Vinci Code).
- James Twining geht in seinem Thriller Das geheimnisvolle Siegel (2009) davon aus, dass die Mona Lisa im Louvre eine Fälschung (oder besser: eine Replik) ist und das Original von Napoleon versteckt wurde, während es in seinem Besitz war.
- Im Band Asterix in Italien erscheint eine Darstellung der Mona Lisa als Dame in einem Fenster.
- Tom Hillenbrand in seinem Roman Die Erfindung des Lächelns (2023)

### In der Musik
- Max von Schillings komponierte die 1915 uraufgeführte Oper Mona Lisa. Das Libretto von Beatrice Dovsky entstand anlässlich der Wiederauffindung des Gemäldes.
- In einem Liedtext zieht Cole Porter in You're the Top die Mona Lisa als Vergleich heran: „You are the top… You are the tower of Pisa, you are the Smile on the Mona Lisa..“
- Nat King Cole hatte 1950 mit Mona Lisa einen Hit. Der Song stammt von Ray Evans (Text) und Jay Livingston (Musik), die dafür 1951 einen ihrer Oscars bekamen. Er wird im Film Captain Carey, U.S.A. (1950) von Mitchell Leisen mit Alan Ladd verwendet und diente dort als Erkennungsmelodie von Partisanen im Kampf gegen deutsche Truppen im Italien des Zweiten Weltkriegs. Evans wollte ihn erst Prima Donna nennen, aber seine kunstsinnige Frau Wyn schlug Mona Lisa vor. „Mona Lisa, Mona Lisa haben Männer dich genannt, / Du ähnelst so sehr der Dame mit dem verzauberten Lächeln. […] Lächelst du, um zu verführen, Mona Lisa? Oder versteckst du so dein gebrochenes Herz?“[83]
- Der griechische Sänger Demis Roussos veröffentlichte im Jahr 1973 den Titel Schön wie Mona Lisa.
- In dem Liedtext des Liedes Modern Love von Peter Gabriel aus dem Jahr 1977 wird die Mona Lisa erwähnt („When I see the Mona Lisa/ She gives me the wink/ Then she shows me the freezer“).[84]
- Im Song The Miracle von Queen aus dem gleichnamigen Album findet ebenfalls eine Erwähnung der Mona Lisa statt („Super powers always fighting/ But Mona Lisa keeps on smiling/ It’s a miracle“).
- Mona Lise, Name einer Rockband der DDR
- Britney Spears veröffentlichte 2005 auf einer Bonus-CD zur DVD Britney & Kevin: Chaotic einen Track mit dem Titel Mona Lisa, angereichert mit Anspielungen auf sich selbst und Madonna, sowie ein Musikvideo mit dem berühmten Gemälde zur Single Someday (I Will Understand).
- Auf dem Debütalbum der Berliner Rock-Band Jennifer Rostock Ins offene Messer wurde ein Song Mona Lisa benannt.
- Kool Savas veröffentlichte auf seinem Album Tot oder lebendig ein Stück mit dem Namen Mona Lisa.
- Der Songtext von Kanye Wests Flashing Lights besteht aus den Worten Mona Lisa.
- Auf dem Album Das 2. Gebot der Band Unheilig befindet sich ein Song namens Mona Lisa.
- In Carlos Santanas Song Smooth aus dem Album Supernatural (1999) lautet eine Zeile des Songtextes: "My muñequita, my Spanish Harlem, Mona Lisa".
- Der Titel eines Songs der US-amerikanischen Alternative-Rock-Band Panic! at the Disco lautet The Ballad of Mona Lisa.
- Das Cover des Albums The Art of Rebellion der Hardcore-Band Suicidal Tendencies von 1992 zeigt einen uniformierten Mann mit Sonnenbrille, Bandana und verschränkten Armen, der neben dem in Flammen brennenden Gemälde Mona Lisa steht. Außerdem prangen rings um das Gemälde Graffiti-Schriftzüge an der Wand, etwa der Titel des Musikalbums.
- Der österreichische Song Contest Beitrag von 1988 hieß Lisa Mona Lisa, gesungen vom österreichischen Sänger Wilfried.

### In der Werbung
Andy Warhol greift in seinem Werk Thirty Are Better Than One aus dem Jahr 1963 inhaltlich auf, was die Werbung bis heute für sich beansprucht: Mona Lisa als Ikone der Massenmedien sowie der kommerziellen Werbung. Mona Lisa wird in zahlreichen zeitgenössischen Werbungen als Trägerin einer Werbebotschaft eingesetzt, wodurch mit ihr im Kontext des werbenden Mediums stets neue Geschichten kreiert werden. Der Ikone wird somit ein grundsätzliches Phänomen der gegenwärtigen Massengesellschaft eigen, das Walter Benjamin bereits 1936 prognostizierte, nämlich der Drang sich Dinge räumlich und menschlich näherzubringen und dabei das Einmalige durch die Reproduktion zu überwinden.

### Im Theater
In der Theaterkomödie Mona Lisa ohne Rahmen (Autor: Thomas Rau) türmt Mona Lisa aus dem Louvre und löst eine Krise nach der anderen aus. Die Uraufführung der „Komödie für eine Schauspielerin und ein Smartphone“ erfolgte 2019 durch die Landesbühne Oberfranken.

## Filme
Spielfilme
- Der deutsche Stummfilm Mona Lisa von 1912 greift den Diebstahl von 1911 in satirischer Weise auf. Regie hierbei führte Charles Decroix.[87]
- Der deutsche Tonfilm Der Raub der Mona Lisa (1931) lehnt sich stark an die Ereignisse von 1911 an. Willi Forst spielt darin den Dieb Vincenzo, der die Mona Lisa aus dem Louvre stiehlt, um seine Angebetete zu beeindrucken. Die aufsehenerregende „Heimkehr“ des Kunstwerks nach Italien und der Gerichtsprozess werden ebenfalls als Motive des Films verarbeitet.
- In der Komödie Hudson Hawk – Der Meisterdieb (1991) wird zu Beginn ein unentschlossener Leonardo gezeigt, der sich über die malerische Umsetzung des „Lächelns“ Gedanken macht, da sein Modell („Liesl“) schiefe Zähne hat.
- Mona Lisas Lächeln (2003) mit Julia Roberts. Eine Kunstdozentin bringt in den 1950er Jahren den Studentinnen einer Eliteuniversität bei, eigenständig zu sein. Dabei wird das Lächeln der jungen Frauen (unter anderen Julia Stiles, Kirsten Dunst, Maggie Gyllenhaal) mit dem der Mona Lisa verglichen; bei beiden wisse man nicht, ob sie wirklich glücklich seien.
- In The Da Vinci Code – Sakrileg (2006) ist es das erste Bild, das von Jacques Saunière als Spur für Sophie Neveu und Robert Langdon genutzt wird.

Dokumentarfilme
- Die Reisen der Mona Lisa. Ein Bild begeistert die Massen. Dokumentarfilm, Spanien, Niederlande, Deutschland, Finnland, 2003, 50 Min., Buch: Dolores Genovés, Regie: Tony Hernandez, Produktion: Looks, arte, SWR, Inhaltsangabe von arte, (Memento vom 10. Dezember 2014 im Internet Archive).
- Das Geheimnis Mona Lisa. Dokumentarfilm, Deutschland, Österreich, 2012, 52:30 Min., Buch und Regie: Klaus T. Steindl, Produktion: Prounen Film, epo-film, ORF, SR, RAI Bozen, arte, Erstsendung: 5. Mai 2012 bei arte, Inhaltsangabe von ARD, Vorschau von Prounen Film, 1:34 Min.
- Mona Lisa, ein lächelndes Rätsel. (OT: The Secrets of the Mona Lisa.) Dokumentarfilm, Großbritannien, 2015, 52:04 Min., Buch und Moderation: Andrew Graham-Dixon, Regie: Ian Leese, Produktion: BBC, Erstsendung: 8. Dezember 2015 bei BBC Two, deutsche Erstsendung: 21. Januar 2017 bei arte, Inhaltsangabe von arte, (Memento vom 31. März 2019 im Internet Archive), online-Video, (englisch).